# Feaella krugeri
Feaella krugeri är en spindeldjursart som beskrevs av Beier 1966. Feaella krugeri ingår i släktet Feaella och familjen Feaellidae. Inga underarter finns listade i Catalogue of Life.